# 震災ビジネス
震災ビジネス（しんさいビジネス）とは、以下を指す。
この言葉が使われる際、2011年に発生した東日本大震災に伴った事例を指す場合が多い
1. 震災の発生を金銭的利益の獲得に繋げるような営利目的のビジネスである。[1][2]
2. 震災後の復興と平行して手がけるビジネス[3][4][5]